# Сенорби
Сенорби (итал. Senorbì) је насеље у Италији у округу Каљари, региону Сардинија.
Према процени из 2011. у насељу је живело 4113 становника. Насеље се налази на надморској висини од 199 м.

## Становништво
Према резултатима пописа становништва 2011. у општини је живело 4.781 становника.
| 1931. | 1936. | 1951. | 1961. | 1971. | 1981. | 1991. | 2001. | 2011. |
| ----- | ----- | ----- | ----- | ----- | ----- | ----- | ----- | ----- |
| 2.711 | 2.824 | 3.488 | 3.972 | 3.680 | 3.977 | 4.228 | 4.419 | 4.781 |